# Grünberg (Hesse)
Grünberg é um município da Alemanha, situado no distrito de Gießen, no estado de Hesse. Tem 89,25 km² de área, e sua população em 2019 foi estimada em 13.612 habitantes.

## Education
Em Grünberg, as opções educacionais incluem a Escola Integrada Theo-Koch, que oferece um ensino abrangente com aulas de sexto ano. Além disso, há a Escola Primária Am Diebsturm e a Escola Primária Sonnenberg, localizadas na área. A Gallus-School também é uma opção educacional na região de Grünberg.